# アブダビ国営石油会社
アブダビ国営石油会社（アブダビこくえいせきゆがいしゃ）は、アラブ首長国連邦の首長国、アブダビ首長国アブダビ市に本社を構える世界12位、UAE最大の石油会社。2020年4月現在毎日400万バレルを供給し、また2030年までに一日あたりの供給量を500万バレルまで引き上げる計画がある。